# Bò lúc lắc

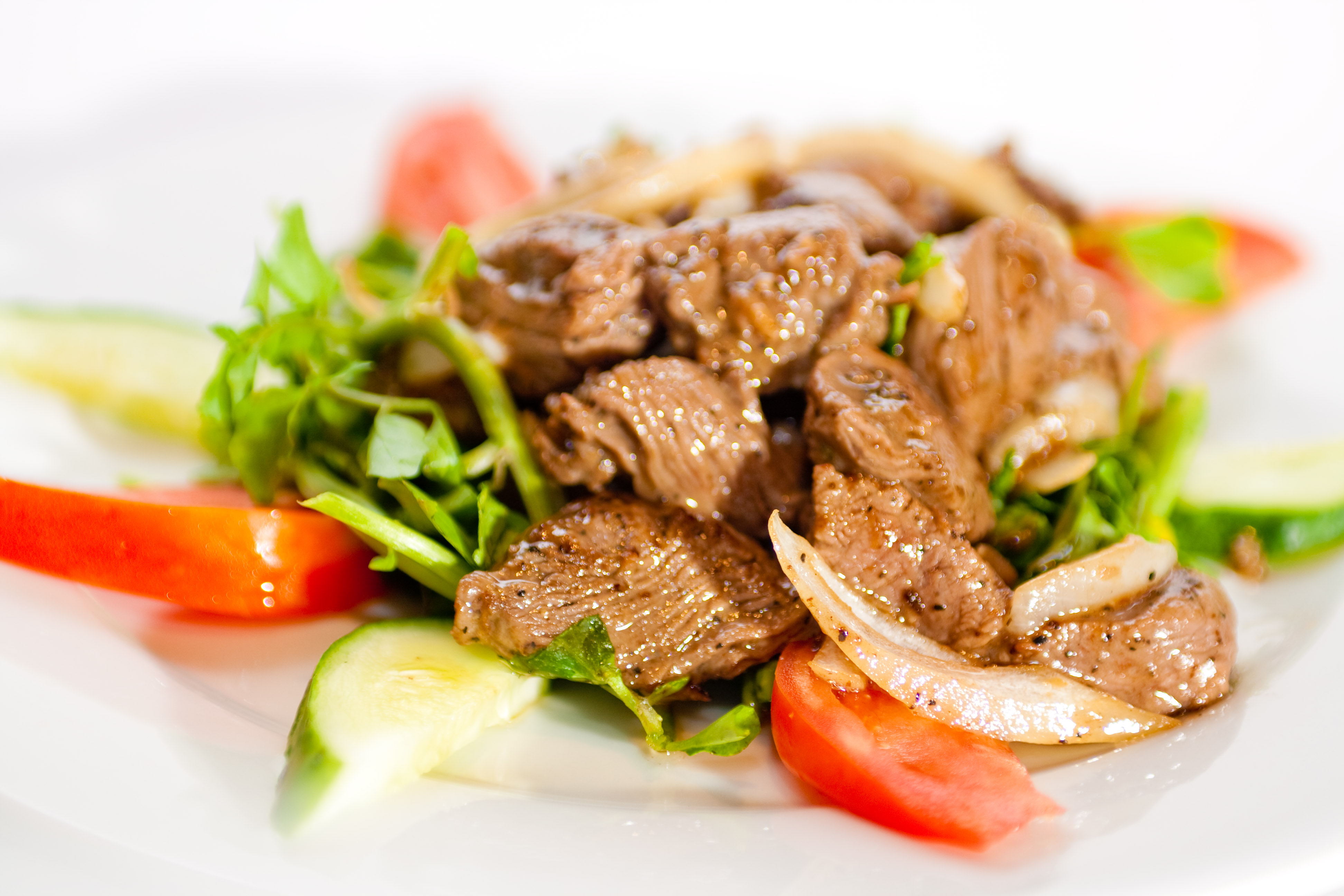
Bò lúc lắc

Bò lúc lắc (tiếng Anh: Shaking beef) là một món ăn của ẩm thực Việt Nam lấy cảm hứng từ ẩm thực Pháp bao gồm thịt bò xào với dưa chuột, rau diếp, cà chua, hành tây đỏ, hạt tiêu và nước tương. Thịt bò được cắt thành khối nhỏ kích thước của xúc xắc đồ chơi (hột lúc lắc) trước khi được áp chảo.
Thịt bò từng là loại thịt xa xỉ trong các món ăn ở Việt Nam, do đó món ăn này chủ yếu được phục vụ tại các sự kiện trang trọng như tiệc cưới và ngày kỷ niệm. Ngày nay, nó là một loại thực phẩm phổ biến được người dân địa phương ăn ở Việt Nam.
Tại Mỹ, món này thường được gọi là "shaking beef", đây là bản dịch theo nghĩa đen của tên tiếng Việt và đề cập đến một phần của quá trình chế biến. Bò lúc lắc cũng rất phổ biến ở Campuchia nơi món ăn được gọi là lok lak. Mặc dù là một món ăn từ Việt Nam, nó thường được coi là một phần của ẩm thực Campuchia.

## Nguyên liệu
Nguyên liệu chính của món này gồm có thịt bò phi lê; tỏi băm; dầu hào, dầu ăn, xì dầu; đường, bột nêm; tiêu; bơ; hành tây, cà chua, dưa leo, xà lách, khoai tây...

## Chế biến
- Lọc hết gân và xắt thịt bò thành từng khối vuông khoảng 2 cm và ướp với tỏi băm, dầu hào, đường, xì dầu, muối và tiêu. Rưới thêm một chút dầu ăn cho thịt mềm và bớt khô, ướp ít nhất từ 30-50 phút.
- Trộn củ hành tây xắt lát với 1 muỗng canh đường, 2 muỗng canh giấm để riêng. Khoai tây xắt dài, miếng hơi nhỏ trộn với ít bột mì, chiên giòn để cho ráo dầu.
- Làm nóng chảo (để lửa lớn, thấy bốc khói là được), cho vào ít dầu ăn phi thơm với tỏi, rồi mới cho thịt vào đảo thật nhanh tay cho thịt chín bên ngoài, tái bên trong.
- Nếu thích chín cả bên trong thì đảo lâu hơn một chút. Thời gian tùy vào độ nóng của chảo, thao tác và chất lượng thịt, nhưng thường không quá 5 phút, tránh thịt bò chín quá sẽ bị dai. Công đoạn này rất quan trọng, thịt phải ngấm gia vị đều, mềm nhưng vừa chín tới, thấm đẫm hương vị ngọt thơm của thịt bò. Trước khi nhắc xuống, nên cho thêm một ít bơ để tăng độ thơm béo và nhằm giữ được mùi vị đặc trưng hơn.

Món này thường ăn kèm với bánh mì, khoai tây chiên và cơm, chấm với muối tiêu, xì dầu hoặc tương ớt, tương cà.

## Hình ảnh

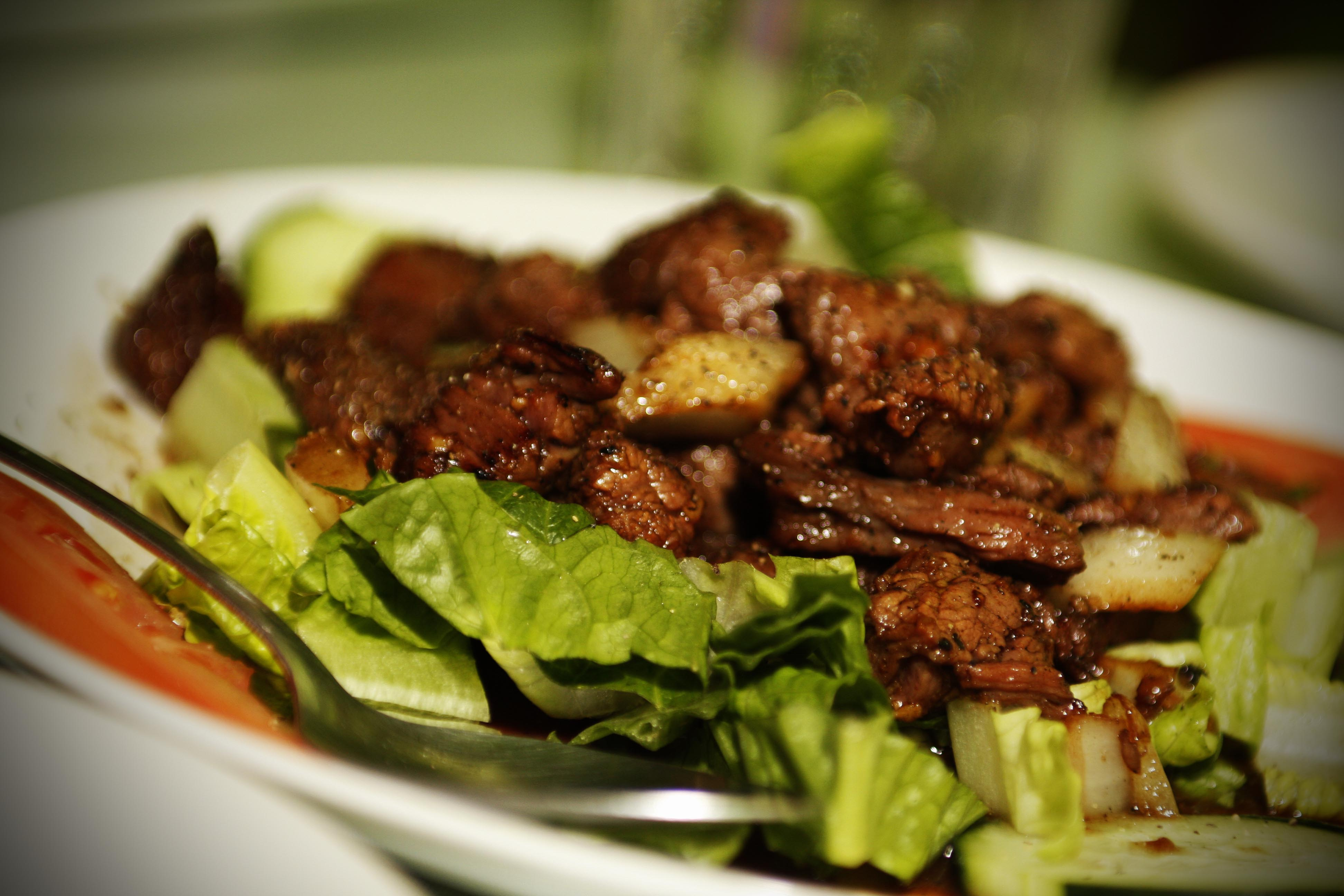
Bò lúc lắc
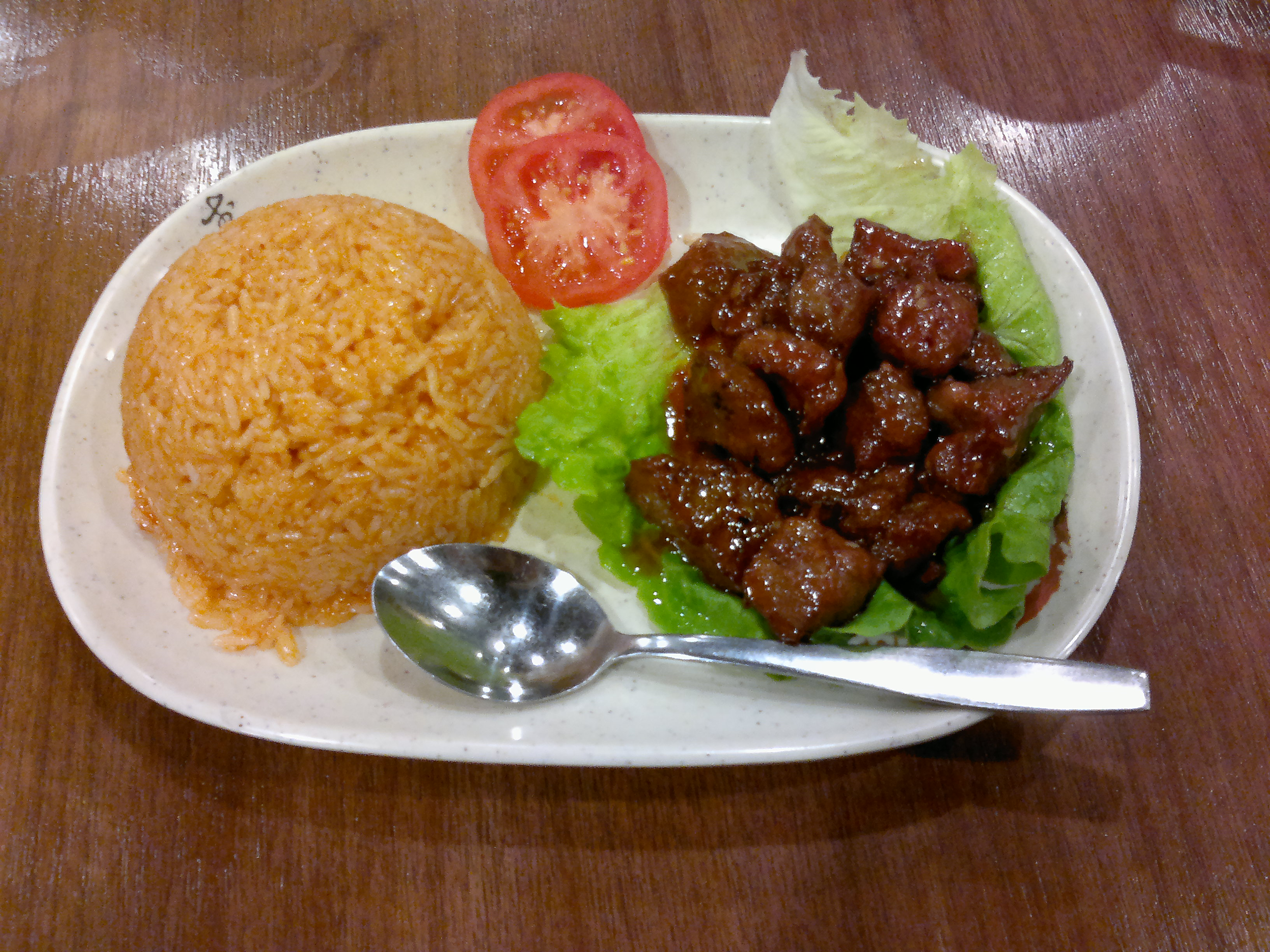
Một suất cơm đĩa với thịt bò lúc lắc
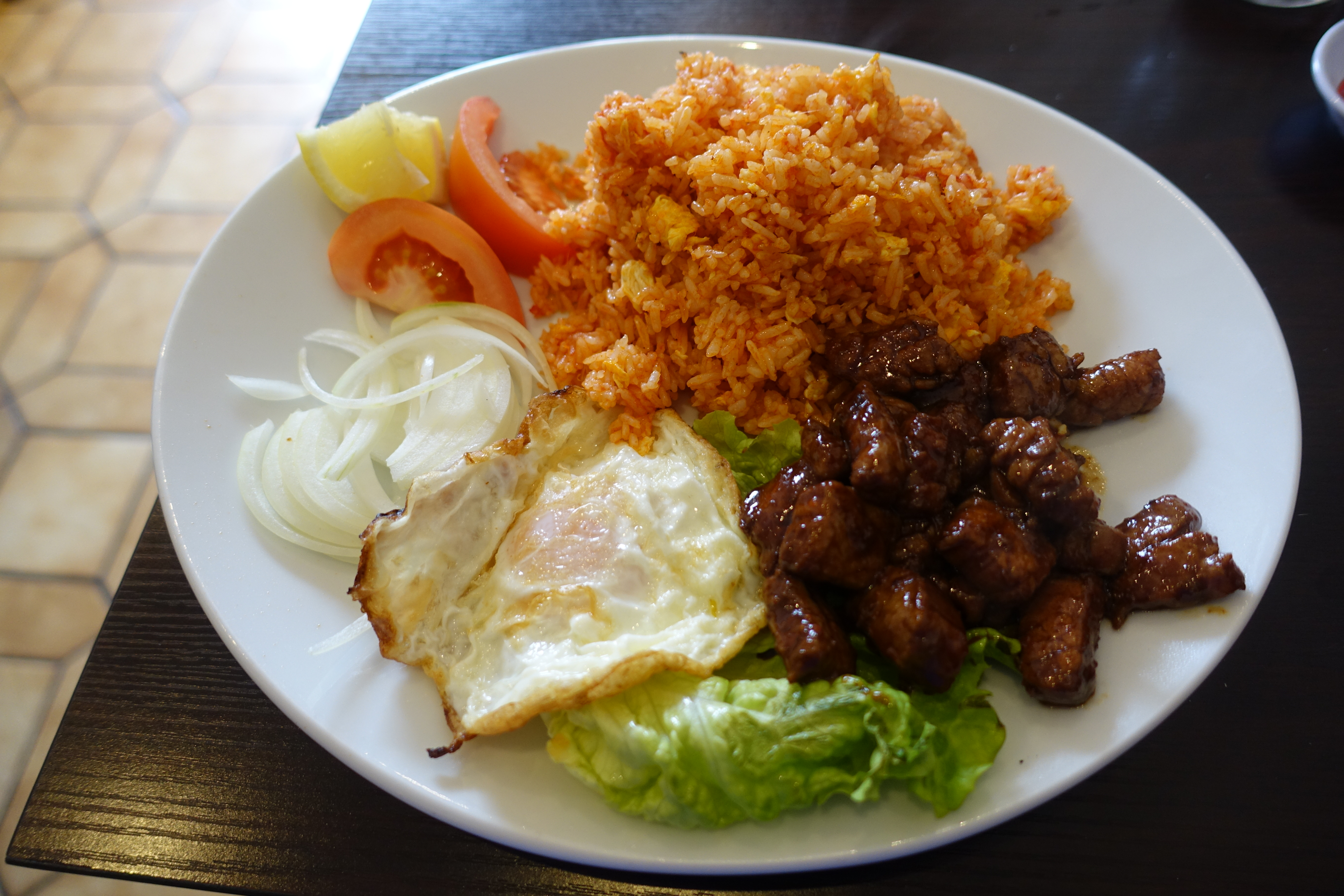
Món cơm thịt bò lúc lắc tại Paris
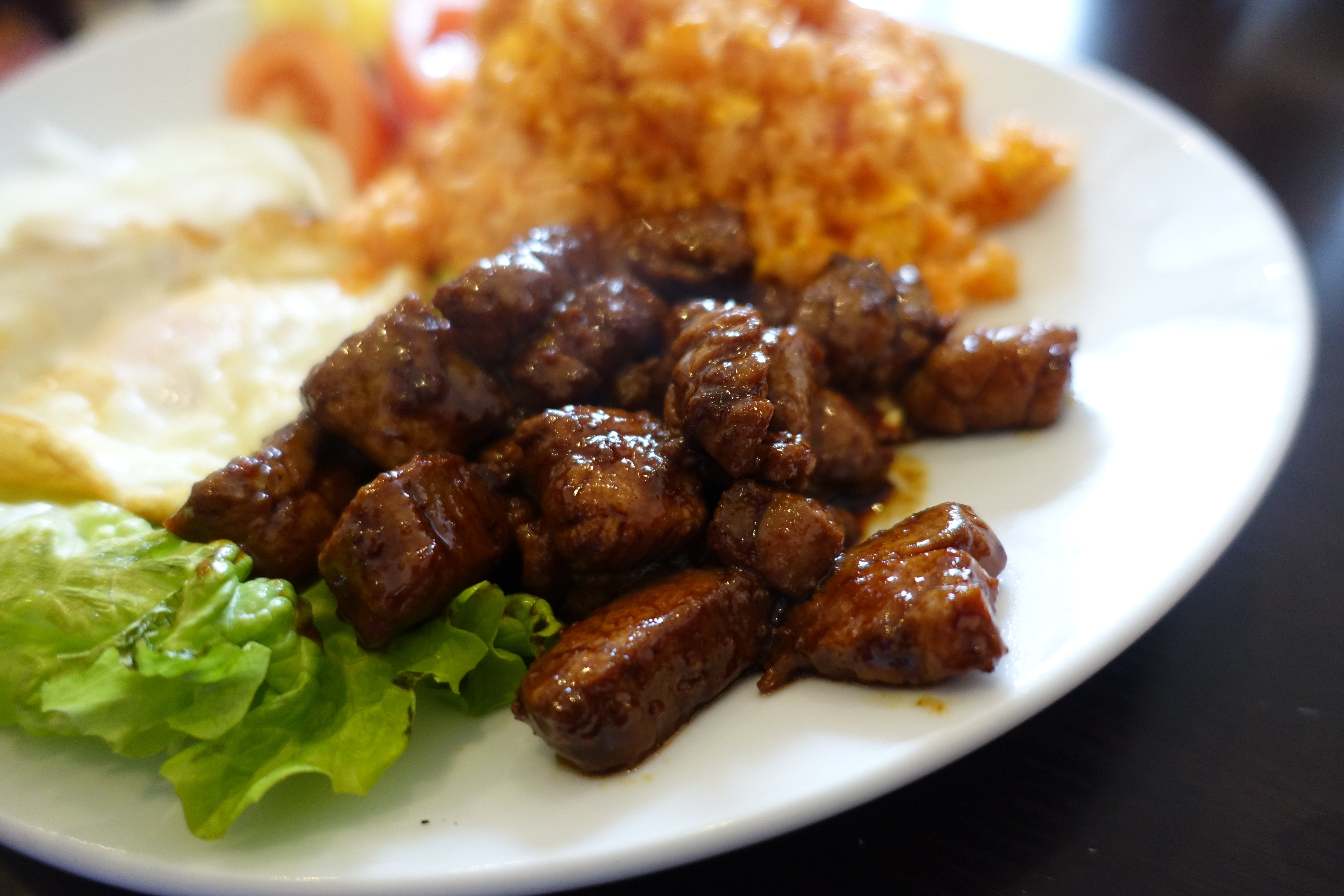
Bò lúc lắc